# Khantys
Cet article concerne le peuple khante. Pour la langue khante, voir Khanty.
Les Khantys ou Khantes, du groupe des Ostiaks sont une ethnie vivant dans le nord de la Russie européenne et dans le nord-ouest de la Sibérie, de part et d'autre de l'Oural et de l'Ob.
Leur langue, le khanty, fait partie de la famille linguistique finno-ougrienne.

## Histoire
Les Ostiaks de la région de la Kama passent sous la « protection » de la famille Stroganoff et sont évangélisés au XVIe siècle par Trifon de Viatka sous la protection de ces derniers.
En 1933-1934, ils furent persécutés en application de la politique de sédentarisation et de collectivisation forcée voulue par Staline.

## Croyances
Le paradis ne serait accessible qu'aux âmes de ceux qui meurent d'une mort violente, ou dans la chasse contre les ours.
Les âmes de ceux mourant de façon plus ordinaire étant contraintes de servir un dieu sévère, résidant sous la Terre.
Laquelle Terre fut longtemps représentée dans les esprits comme encerclée d'une haute montagne, l'Oural.
Si un Khanty pense que sa femme le trompe, il découpe quelques poils d'ours et les offre à celui qu'il pense être l'amant. Si ce dernier accepte ces poils c'est qu'il est innocent, s'il les refuse c'est qu'il avoue être coupable. Dans ce cas une négociation s'engage pour connaître le prix de cette infidélité. Une fois le prix fixé, la femme sera répudiée par le mari et épousée par l'amant. Les Khantys pensent que si l'amant accepte les poils de l'ours malgré sa culpabilité, l'âme de l'ours (dont proviennent les poils) le fera périr dans les trois jours.

### Filmographie
- (en) Father, son and holy Torum, film de Mark Soosaar, Weiko Saawa film, 1997, 1 h 28 min (DVD 5 de la collection Filmer le monde : les prix du Festival Jean Rouch, Éd. Montparnasse, Paris, 2012)

### Littérature
- Erémeï Aïpine (trad. Anne-Victoire Charrin et Anne Coldefy-Faucard), La Mère de Dieu dans les neiges de sang, Editions Paulsen, 16 mars 2010, 323 p. (EAN 9782916552095)
- Erémeï Aïpine, L'Etoile de l'Aube, Les Editions du Rocher, 1er septembre 2005, 365 p. (EAN 9782268055381)